# Köln West
Köln West – stacja kolejowa w Kolonii, w kraju związkowym Nadrenia Północna-Westfalia, w Niemczech. Stacja posiada 1 peron.
| Köln West |  |                 |
| Linia     |  |                 |
| Köln Hbf  |  | Köln Südbahnhof |